# Sophia Yakovlevna Parnok
Sophia Yakovlevna Parnok (tiếng Nga: София Яковлевна Парно́к; 12 tháng 8 năm 1885 - 26 tháng 8 năm 1933) là một nữ nhà thơ, dịch giả Nga.

## Tiểu sử
Sophia Parnok sinh ở Taganrog trong một gia đình Do Thái giàu có, cả em trai và em gái đều là những nhà thơ, dịch giả nổi tiếng. Bố là chủ nhà thuốc, mẹ là bác sĩ nhưng mất sau khi sinh em trai và em gái (sinh đôi). Sau khi học xong trường Empress Maria Taganrog Girls Gymnasium, Sophia Parnok sang Thuỵ Sĩ, học ở Nhạc viện Genève. Năm 1904 trở về Nga và bắt đầu in thơ từ năm 1906.
Từ năm 1913 cộng tác với tạp chí Северные записки, in những bài phê bình và thơ, văn xuôi dịch từ tiếng Pháp của Charles Baudelaire, Romain Rolland, Marcel Proust, Henri Barbusse và một số nhà thơ khác. Năm 1914 kết bạn với nữ thi sĩ Marina Ivanovna Tsvetaeva, tập thơ Подруга của Tsvetaeva là tập thơ viết tặng Sophia Parnok. Năm 1916 in tập thơ đầu tiên Стихотворения. Năm 1917 Sophia Parnok chuyển về sống ở vùng Krym. Đầu thập niên 1920 quay về Moskva tiếp tục làm thơ và dịch thuật.
Sophia Parnok không tham gia một trường phái thơ nào, không ủng hộ sự đổi mới hay cách tân trong văn chương mà chỉ trung thành với trường phái cổ điển. Bà mất ở ngoại ô Moskva năm 1933.

## Tác phẩm
- "Стихотворения" (1916)
- "Розы Пиерии" (1922)
- "Лоза" (1923)
- "Музыка" (1926)
- "Вполголоса" (1928)

## Một vài bài thơ
| В час расставанья Да, я одна. В час расставанья Сиротство ты душе предрек. Одна, как в первый день созданья Во всей вселенной человек! Но, что сулил ты в гневе суетном, То суждено не мне одной,- Не о сиротстве ль повествует нам Признанья тех, кто чист душой. И в том нет высшего, нет лучшего, Кто раз, хотя бы раз, скорбя, Не вздрогнул бы от строчки Тютчева*: "Другому как понять тебя?" Тоскую, как тоскуют звери Тоскую, как тоскуют звери, Тоскует каждый позвонок, И сердце - как звонок у двери, И кто-то дернул за звонок. Дрожи, пустая дребезжалка, Звони тревогу, дребезжи... Пора на свалку! И не жалко При жизни бросить эту жизнь... Прощай и ты, Седая Муза, Огонь моих прощальных дней, Была ты музыкою музык Душе измученной моей! Уж не склоняюсь к изголовью, Твоих я вздохов не ловлю,- И страшно молвить: ни любовью, Ни ненавистью не люблю! Скажу ли вам: я вас люблю? Нет, ваше сердце слишком зорко. Ужель его я утолю Любовною скороговоркой? Не слово,- то, что перед ним: Молчание минуты каждой, Томи томленьем нас одним, Единой нас измучай жаждой. Увы, как сладостные "да", Как все "люблю вас" будут слабы, Мой несравненный друг, когда Скажу я, что сказать могла бы. | Trong giờ giã biệt Vâng, em một mình. Trong giờ giã biệt Anh trong lòng báo trước vẻ mồ côi. Như ngày đầu tiên sinh, chỉ một Giữa cõi trần gian, chỉ một con người. Nhưng điều gì trong cơn giận của anh Thì không phải với mình em, chỉ một Có phải đã kể cho hai chúng mình Sự thừa nhận của người lòng tinh khiết. Không còn gì tốt đẹp, cao hơn hết Ai một lần đau, dù chỉ một lần Sẽ không run, đọc câu thơ Tyutchev: "Người khác làm sao mà hiểu được anh?" Tôi buồn như con thú Buồn bã từng hồi chuông Tim như chuông gọi cửa Ai bạo dạn nhấn chuông. Chuông trống trải hãy rung Gọi nỗi buồn loảng xoảng… Vào hố rác, không thương Vứt đời, khi còn sống. Vĩnh biệt, Nàng thơ Bạc Ngọn lửa của ngày tàn Mi đã từng là nhạc Cho cõi lòng đau thương! Không cúi xuống đầu giường Thổn thức không nắm bắt Và cầu khẩn: không tình Không yêu, mà chẳng ghét. Có nên nói với anh Có nên nói với anh rằng: em yêu anh? Không, con tim anh vô cùng tỉnh táo Chẳng lẽ làm cho thỏa mãn con tim Bằng câu nói của tình rất liến láu? Không phải lời nói - mà điều trước đó Là sự im lặng trong từng phút giây Anh hãy đày đọa cho mệt hai người Và bằng cơn khát hãy làm cho khổ. Than ôi, như mọi lời "vâng ạ" Mọi lời "em yêu anh" đều ẻo lả Bạn tuyệt vời của em ơi, khi nào Em nói ra, cái điều em có thể. Bản dịch của Nguyễn Viết Thắng. |